# Seznam srbských fotografů
Toto je abecedně řazený seznam srbských fotografů:

## A
- Tamara Antonović

## B
- Boogie (fotograf)
- Nebojša Babić
- Zorica Bajin-Đukanović
- Vladimir Becić
- Branko Belić
- Vladimir Benčić
- Stefan Bogdanović
- Dejan Bogojević
- Staša Brajović

## C
- Kosara Cvetković

## D
- Zoran Đorđević (fotograf)
- Branibor Debeljković
- Darko Dozet
- Ljubiša Đonić
- Zoran Đorđević
- Miodrag Đorđević

## E
- Ivo Eterović

## F
- Ana Feldman

## G
- Goran Tomasevic
- Draško Gagović
- Florijan Gantenbajn
- Dragomir Glišić
- I. V. Groman

## I
- Srdjan Ilic

## J

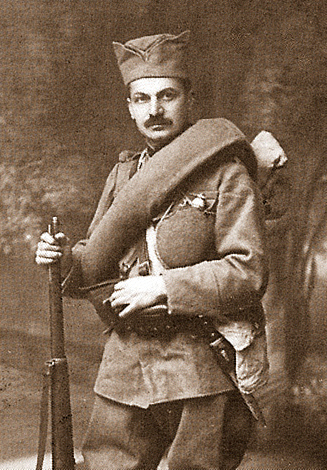
Milan Jovanović (fotograf)

- Milan Jovanović (fotograf)Anastas Jovanović

- Marija Janković
- Milan Jovanović (fotograf)
- Željko Jovanović (fotograf)

## K
- Dragoljub Kažić
- Josif Kapileri
- Rajko Karišić
- Georgije Knežević
- Aleksandar Kostić
- Stanko Kostić
- Stevan Kragujević
- Ana Kraš
- Georgije Đoka Kraljevački
- Goran Kukić

## L
- Ana Lazukić
- Jovan Lakatoš
- Mirko Lovrić

## M
- Martina Malešev
- Goran Malić
- Vojislav Marinković (fotograf)
- Rista Marjanović
- Goranka Matić
- Sekula Medenica
- Era Milivojević
- Vidoje Mojsilović
- Dejan Milićević

## N

Branislav Nušić

- Branislav Nušić
- Branko Najhold
- Dimitrije Novaković
- Branislav Nušić

## P
- Miloš Pavlović (fotograf)
- Vladimir Perić (umělec)
- Tomislav Peternek
- Branko Pirgić
- Vasa D. Popović
- Relja Penezic
- Rastko Petrović
- Uroš Petrović

## R
- Milan Radovanović
- Branislav Radišić
- Milorad Radović
- Stevan Ristić
- Milan Roglić
- Marija Rosandić
- Milena Rakocević

## S
- Bajram Salijević
- Aleksandar Simić (fotograf, 1923)
- Aleksandar Simić (fotograf, 1898)

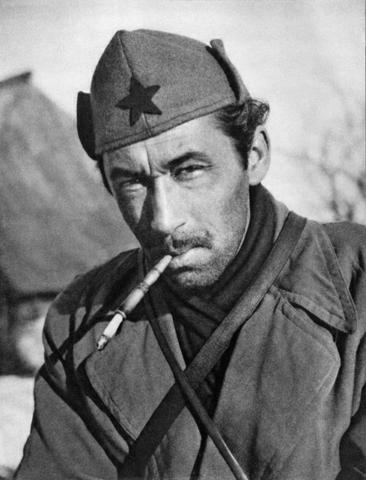
Žorž Skrigin

- Žorž Skrigin (1910–1997), srbský fotograf, filmový režisér a scenárista, je autorem fotografie Kozarčanka
- Boris Spremo (1935–2017), kanadský fotožurnalista narozený v Jugoslávii (Toronto Star, The Globe and Mail), první fotoreportér, který obdržel Řád Kanady
- Ivan Srdanović
- Nataša Stanić
- Milinko Stefanović
- Dragiša Stojadinović
- Marko Stojanović
- Maja Stošić
- Minja Subota

## Š
- Aleksandar Šafranski
- Slobodan Štetić
- Jovan Šurdilović

## T
- Dragan Tanasijević
- Dragan S. Tanasijević

## V
- Ljubiša Valić
- Mladen Velimirović
- Anamarija Vartabedijan
- Boža Vasić
- Goran Vejvoda
- Jugoslav Vlahović
- Voja Dodevski
- Srđan Vujmilović
- Nikola Vučo

## Z
- Dragoljub Zamurović